# كوين هيس
كوين هيس (بالإنجليزية: Coen Hess)‏ هو لاعب دوري الرغبي أسترالي، ولد في 14 أغسطس 1996 في بوندابيرج في أستراليا.